# Histoire du port de Bordeaux pendant la Seconde Guerre mondiale
Pour un article plus général, voir Port de Bordeaux.
 (décembre 2007).
Si vous disposez d'ouvrages ou d'articles de référence ou si vous connaissez des sites web de qualité traitant du thème abordé ici, merci de compléter l'article en donnant les références utiles à sa vérifiabilité et en les liant à la section « Notes et références ».
Pendant la Seconde Guerre mondiale, le port de Bordeaux connaît un bouleversement de son activité. Avant guerre, il était un des principaux ports de commerce français, essentiellement tourné vers ses colonies. Au début de la guerre il devient pendant quelques mois un des principaux ports d'importation pour la France, puis pendant les quelques semaines de l'avancée allemande, le port refuge de la façade atlantique. L'occupation allemande verra l'effondrement de son activité commerciale, conséquence du blocus britannique et de la captation de la production française par le Reich. Le port va alors servir aux importations stratégiques allemandes, principalement le caoutchouc en provenance de l'Extrême-Orient occupé par les Japonais et de base sous-marine d'abord italienne, puis allemande.   

## Introduction
L’histoire de la Seconde Guerre mondiale constitue, depuis la fin des années 1980, un nouveau terrain de recherches pour la communauté des historiens. L’ouverture progressive des archives offre une nouvelle approche de la période, peut-être plus juste que celle des premiers historiens du conflit puisqu’elle s’appuie sur les documents de l’époque et non plus sur les témoignages postérieurs à la Libération et, de par ce fait, contestables car déformés par le temps et le recul. L’aspect économique de la guerre est encore plus neuf pour les historiens car ces derniers se sont pendant longtemps intéressés, poussés par le grand public, à la collaboration, à la résistance ou à la déportation et assez peu à l’économie.
Un intérêt nouveau pour la dimension économique de la Seconde Guerre mondiale est né chez les historiens à partir de la fin des années 1970. L'historien américain Robert Paxton avait d’ailleurs ouvert la voie à cette étude en accordant au fait économique la place d’importance qui lui revient. Car l’économie joue un rôle essentiel dans une guerre qui se veut totale. La Seconde Guerre mondiale est un ensemble dont les  différentes composantes (politique, combats, déportations, résistance, économie) sont liées.
Ainsi dans cette guerre mondiale, les transports ont joué un rôle stratégique. Ils servent autant au transport des troupes que des armes, à celui des matières premières vers les usines ou du ravitaillement vers le front. L’économie française et européenne est bouleversée par les combats, l’occupation, la production de guerre, les réquisitions. Aucun secteur n’est épargné et les transports, parce qu’ils sont au cœur de cette économie des flux, subissent de plein fouet les mutations violentes de la guerre.
Le cas du port de Bordeaux est en cela très significatif des changements survenus au cours de ce conflit mondial. Cette organisation, strictement commerciale depuis la plus haute Antiquité, voit sa fonction remise en question, modifiée pour participer à l’effort de guerre. Les échanges sont adaptés aux nouveaux besoins de la France en guerre puis de l’occupant allemand, avant de céder la place au déploiement de la force des sous-marins de l’Axe. De toutes les structures portuaires, le Port autonome de Bordeaux (PAB) est clairement l’acteur central au cours de l’Occupation, du fait de la mise en sommeil des activités commerciales. Ses archives, riches et soigneusement conservées, sont une source d'information de cette période, complétées par les archives de la Chambre de commerce et d'industrie de Bordeaux. Le PAB devient le point de focalisation de toutes les demandes de mutations liées à la guerre, en provenance du gouvernement de Vichy ou de l’Occupant. Toutefois, ce n’est pas lui qui est à l’origine de ces changements structurels. En tant que gestionnaire des installations portuaires, il en permet la réalisation, mais ce sont bien souvent les autorités politiques et militaires qui les décident. Le port se trouve ainsi au cours de la Seconde Guerre mondiale dans l'interaction permanente entre l’économique, le politique et le militaire.

## Le déclin commercial
Le conflit bouleverse l’organisation économique de Bordeaux comme aucun autre événement dans le passé. La mobilisation de 1939 est la première à remettre en cause le fonctionnement du port. Le gouvernement français envisage en effet dès la déclaration de guerre d’utiliser le port pour l’effort de guerre national. Dès le mois de septembre 1939, le personnel du PAB et les installations portuaires sont réquisitionnés par le gouvernement. Cette réquisition est plutôt bien vécue par les ouvriers et le conseil d’administration. La tutelle étatique était déjà très forte au PAB et la réquisition apparaît comme une simple rationalisation du dispositif de défense nationale. La chose est souvent bien différente dans les entreprises du secteur privé qui ressentent parfois la réquisition comme une nationalisation.
Très vite, le port assure des importations utiles à l’industrie de guerre. Des chevaux d’Amérique sont débarqués à Bordeaux et, à partir de janvier 1940, le ministère de la Marine décide de détourner vers ce port l’ensemble des importations d’équidés. Un enclos et plusieurs bâtiments sont construits à l’avant-port de Pauillac-Trompeloup pour accueillir les animaux. Du matériel de guerre et des nitrates, qui entrent dans la composition des explosifs, arrivent à Bordeaux. Entre septembre 1939 et juin 1940 , Bordeaux et le Verdon accueillent 70 convois tandis que 66 autres, groupant 343 bâtiments, partent du port pour gagner Casablanca au Maroc. Le trafic commercial reste donc soutenu malgré le conflit, même si celui des passagers s’effondre rapidement.
Ces importations causent bientôt de graves problèmes de stockage. Les hangars sont pleins de marchandises car, si les importations militaires augmentent, la guerre perturbe les réseaux d’échanges. Les sociétés bordelaises ne peuvent plus exporter leur production, notamment vinicole, qui encombre de plus en plus les quais. En outre, les importations de produits destinés à l’industrie restent bloquées à Bordeaux car la SNCF ne peut effectuer leur écoulement. L’encombrement des quais bordelais est tel au printemps 1940 que le gouvernement décide d’imposer une taxe de 4 à 5F/heure sur les marchandises stockées plus de cinq jours.
La situation générale s’aggrave lors de la débâcle de mai et juin 1940. De nombreux navires se rendant vers les ports de Bretagne et de la Manche sont détournés vers Bordeaux au fur et à mesure que les villes du Nord sont prises par les Allemands. Le trafic connaît une formidable hausse à Bordeaux. Il passe de 65 000 t par semaine à 184 000 t pour la semaine du 30 mai au 5 juin. L’embouchure de la Gironde reçoit dans un désordre général des dizaines de navires venus de toute la France. Bien sûr, l’intégralité des importations militaires est orientée vers Bordeaux. La fonction stratégique des transports apparaît alors éclatante au gouvernement français qui, replié dans la ville devenue capitale provisoire, voit passer les bâtiments transportant armes et produits divers destinés aux armées.
Cette pagaille n’est pourtant que de courte durée car, bientôt, tout doit repartir. À partir de la mi-juin, le gouvernement envisage l’armistice. L’armée française ne peut résister et l’économie de guerre est incapable de produire les armes nécessaires, étant donné la désorganisation des flux provoquée par l’invasion allemande. Des soldats en retraite, notamment tchécoslovaques et polonais, quittent Bordeaux à bord de cargos à destination de Casablanca. La ville marocaine a depuis longtemps des liens privilégiés avec elle et reçoit l’essentiel des navires en fuite. Les produits militaires sont réexpédiés vers les colonies nord-africaines ou l’Angleterre pour ne pas tomber entre les mains des Allemands. Les navires se trouvant dans le port de Bordeaux sont chargés de matériel aéronautique, comme le San Diego, de métaux, en particulier les Casamance ou le Sloga. La puissante drague Pierre Lefort est envoyée par le contre-amiral Barnouin, commandant de la marine à Bordeaux, à Casablanca. L’officier sait en effet que la Garonne nécessite des dragages fréquents pour permettre aux navires d’atteindre le port de la Lune (la partie du port située aux abords même de Bordeaux) ; en privant les futurs occupants de la drague, il espère gêner l’exploitation économique du port par les nazis.
C’est enfin de Bordeaux que part, en juin 1940, une partie des réserves de la Banque de France. Des devises, de l’or, des titres et valeurs sont chargés sur quatre bâtiments qui partent pour le Maroc et le Canada. Le 21 juin, vingt-sept parlementaires embarquent à bord du Massilia pour le Maghreb. Les derniers navires quittent Bordeaux le 24 juin, alors que l’Armistice a déjà été signé dans la forêt de Compiègne.

## Le port de Bordeaux sous l'Occupation
L’Occupation ouvre un nouveau chapitre de l’histoire du commerce maritime bordelais. Le trafic chute très rapidement à partir de l’été 1940. La situation internationale explique ce rapide déclin. Le port est victime de la double convergence des effets du blocus britannique et du contrôle de l’Occupant. En effet, le Premier ministre britannique, Winston Churchill, entreprend d’étendre à la France le blocus maritime qu’il avait décidé à l’encontre du Reich. L'issue du conflit se joue aussi sur l'économie de guerre où la production et le ravitaillement jouent un rôle fondamental. La Royal Navy est chargée d’empêcher le ravitaillement allemand, en particulier les navires en provenance du Japon et d’Extrême-Orient. Les navires britanniques croisent dans le golfe de Gascogne à la recherche des cargos allemands. Cette lutte pour le ravitaillement déclenche la bataille de l’Atlantique, car Hitler souhaite lui aussi empêcher les importations britanniques de produits américains ou venant de l’Empire.
L’attitude des nouveaux occupants provoque aussi le déclin commercial de Bordeaux. Les nazis interdisent rapidement les exportations françaises, car ils souhaitent exploiter au maximum les ressources de l’Europe occupée. C’est tout le réseau des débouchés de Bordeaux et du Sud-Ouest qui est touché. Le port doit cesser immédiatement ses exportations traditionnelles, en particulier celles de vins et de poteaux de mines vers l’Angleterre.
La ligne de démarcation ne fait qu’aggraver la situation. Elle coupe la France en deux. Hermétique, elle est une entrave infranchissable pour les communications et les échanges économiques. Elle passe quelques dizaines de kilomètres à l'est de Bordeaux (toute la façade atlantique est en zone occupée), coupant la Garonne à Langon.
Bordeaux n’a que peu d’industries, et les importations d’avant-guerre étaient destinées à l’ensemble du Sud-Ouest, alimentant en matières premières les usines jusqu’à Toulouse. La ligne de démarcation coupe la zone économique de Bordeaux en deux, privant ainsi le port de ses débouchés commerciaux. Et c’est l’ensemble de l’économie du Grand Sud-Ouest qui est privée des matières premières indispensables à la production.
La principale victime de ces circonstances d’exception est le commerce colonial. Bordeaux entretenait des rapports importants avec l’Empire français, en particulier le Maroc (ainsi lors de la débâcle, c’est vers Casablanca que se dirigèrent les navires fugitifs). Ce commerce décline rapidement, d’autant que les occupants s’emparent de plusieurs cargos pour leurs propres besoins. Le régime de Vichy souhaite toutefois conserver ses liens avec l’Empire et entend bien user de ses droits commerciaux de puissance désormais neutre. Durant le second semestre de 1940, plusieurs navires font la liaison avec l’Afrique française. Mais le trafic colonial disparaît presque totalement en 1942, malgré les efforts de Vichy. L’amiral Darlan supporte mal le blocus britannique, qu’il considère comme un abus. S’il songe un temps à déclarer la guerre au Royaume-Uni pour défendre l’Empire et les prérogatives de la France sur ses colonies, il y renonce devant le caractère irréaliste de ses ambitions. La situation internationale, politique et militaire va entrainer la quasi-disparition des échanges du port de Bordeaux.
Mais la fonction commerciale du port ne disparaît toutefois pas totalement lors de l’Occupation. Les autorités allemandes utilisent bientôt le potentiel portuaire. Jusqu’en 1943, Fritz Sauckel a la charge de l’exploitation de la main d'œuvre dans l’Europe occupée. Sa stratégie consiste à faire tourner les usines allemandes au plus haut rendement en puisant dans tout le continent les matières premières nécessaires. Les moyens de transport jouent donc un rôle stratégique dans cette guerre économique car ils assurent l’acheminement des matières premières sans lesquelles la production de guerre du Reich serait réduite à néant. Certes, les transports terrestres ont la place belle dans cette stratégie, mais les transports maritimes ne sont pas en reste. L’Allemagne trouve en Europe pratiquement tous les produits dont son industrie de défense a besoin. Les minerais de fer proviennent de Suède, le charbon du Reich ou de Tchécoslovaquie, le pétrole du Caucase, les pyrites d’Espagne. Un seul produit indispensable à la production de guerre était introuvable sur le continent : le caoutchouc naturel. La firme IG Farben avait certes mis au point un caoutchouc synthétique, le Buna, – dont une usine se trouvait notamment dans le camp d’Auschwitz III – mais il ne convenait pas à toutes les utilisations industrielles, en particulier les joints et certaines courroies.
En 1940 et 1941, les importations allemandes proviennent du Brésil. Ce pays est alors neutre et peut donc commercer librement avec l’Allemagne. Toutefois, dès le début de 1941, le ministre de l’Économie du Reich, qui prévoit une guerre longue, craint une pénurie de caoutchouc naturel. Il négocie alors avec son homologue japonais des livraisons de caoutchouc, ainsi que de métaux rares (molybdène et tungstène), de thé, de cires végétales et de certains produits pharmaceutiques, comme la quinine et l’opium. Ces accords demeurent d’abord secret car l'empire du Japon est encore officiellement neutre. Les marchandises sont acheminées en Allemagne par le Transsibérien. Les accords signés organisent les échanges, car le Reich s’engage à livrer à son allié des produits finis, notamment des prototypes d’armes, ainsi que des ingénieurs.
L’invasion de l’Union soviétique en juin 1941  remet vite en cause le transport ferroviaire du caoutchouc. Les nazis n’ont alors plus qu’une solution : le transport maritime. Les ports allemands sont exposés aux bombardements de la RAF et il semble impossible aux navires de les atteindre. Les Allemands portent bientôt leur dévolu sur le port de Bordeaux qui se trouve être le port le plus méridional de l’Europe occupée, hormis les ports méditerranéens. Il est en conséquence le plus éloigné du Royaume-Uni et des raids de la Royal Air Force. Bordeaux est alors choisi pour recevoir les importations de caoutchouc. En  1941 et août 1941, deux navires brésiliens livrent du caoutchouc naturel à Bordeaux. La rupture des relations diplomatiques par le Brésil avec l'Allemagne en  janvier 1942, puis l’entrée en guerre aux côtés des Alliés, mettent un terme aux relations économiques avec le Reich.
Les importations japonaises deviennent indispensables pour l’industrie allemande. Le cargo Ermland est le premier à accomplir le voyage. Parti le 28 décembre 1940 d’Extrême-Orient, il accoste le 4 avril à Bordeaux, ses cales remplies de caoutchouc naturel. Les cargos qui font ce long trajet sont vite baptisés « forceurs de blocus », car ils doivent braver la surveillance des bâtiments de la flotte de guerre britannique. Lord Selbourne, ministre britannique de l’Économie, prend conscience de l’importance stratégique de ces importations. Les croiseurs de la Royal Navy sillonnent le golfe de Gascogne, où ils interceptent plusieurs cargos allemands. À terre, le réseau de résistance « Buckmaster » renseigne les services britanniques grâce aux indiscrétions des marins allemands.
L’OKW, le haut commandement militaire allemand, intensifie alors la protection des navires et du port. Les bassins à flot sont isolés avec un fossé anti-char. Des batteries de DCA sont installées sur les hauteurs de Lormont, aux bassins à flot et sur les hangars des quais. Les Britanniques ne tardent pas à bombarder le port pour empêcher le commerce avec le Japon. À Bordeaux, il est la première cible des attaques aériennes, devant la gare, l’autre moyen de transport qui achemine le caoutchouc jusque dans les usines allemandes. L’attaque du 17 mai 1943 est la plus violente. Plusieurs bombes atteignent le quartier de Bacalan. Surtout, l’entrée des bassins à flot est touchée. C’est dans le bassin no 1 que les occupants effectuaient les réparations sur les navires, dans les deux cales sèches. Le bombardement détruit l’écluse du bassin et toute l’eau qui y était retenue se déverse dans la Garonne.
Les forceurs de blocus inquiètent tellement les Britanniques qu’ils entreprennent en décembre 1942 l’opération commando la plus risquée de la guerre. C’est l’opération Frankton (« opération coque de noix »). Dix soldats des Royal Marines débarquent au large de l’estuaire de la Gironde et entreprennent de remonter le fleuve jusqu’à Bordeaux à bord de cinq kayaks camouflés. Quatre hommes seulement parviennent dans le port de la Lune. Le 12 décembre, ils placent des mines magnétiques sur trois cargos et un pétrolier. À Bassens-amont, deux autres cargos sont également minés. Les explosions endommagent gravement les navires, d’autant que les pompiers français aggravent les dégâts en remplissant volontairement d’eau les bateaux éventrés.
Les efforts alliés sont payants. En 1942, les Alliés sont en passe de remporter la bataille de l’Atlantique. Seulement 31 % des cargos partis d’Extrême-Orient parviennent jusqu’à Bordeaux, avec à peine 24 % des marchandises destinées à l’industrie de guerre du Reich. Les trajets au départ de l’Europe sont plus chanceux, puisque 61 % des navires et 59 % des produits arrivent en Orient. Les pertes de l’Axe atteignent des records. Toutefois, le commerce avec le Japon reste une aubaine pour les usines d’armement allemandes, qui ne peuvent se passer du caoutchouc naturel. Les autorités occupantes sont même plutôt satisfaites des échanges puisque 114 000 t de marchandises ont été, durant cette période, déchargées sur les quais bordelais. Sur ce total, il y avait 45 000 t de caoutchouc naturel qui ont assuré la quasi-totalité des besoins de l’industrie de guerre allemande jusqu’en 1945. Ce simple fait exprime l’importance stratégique du port de Bordeaux pour l’économie de guerre des nazis.
D’ailleurs, l’activité du port semble même prioritaire à leurs yeux sur une victoire dans la bataille de l’Atlantique. Le fait peut sembler paradoxal, puisque les Allemands ont besoin du contrôle des mers pour assurer la sécurité de leur approvisionnement. Mais, à l’été 1942, les pertes en navires sont trop lourdes et le Reich ne peut mener la guerre navale sur deux fronts. Il doit choisir entre les forceurs de blocus et la guerre sous-marine. Au début de 1943, l’`amiral Dönitz, récemment nommé commandant suprême de la Kriegsmarine, décide alors d’utiliser des sous-marins pour transporter les matières premières. Les cargos ne présentent plus suffisamment de chances de réussir la traversée. Dönitz baptise l’opération Aquila (« aigle »).
Cinq submersibles italiens commencent alors les échanges avec Sabang en Indonésie (alors occupée par les Japonais). Après l’armistice demandé par l’Italie le 8 septembre 1943, les Japonais effectuent quelques livraisons. Des U-Boot sont même aménagés pour le transport de caoutchouc naturel. Vidés de leur armement, les sous-marins allemands sont bourrés de caoutchouc jusque dans les lance-torpilles. Les nazis ont donc volontairement accéléré leur défaite dans la bataille de l’Atlantique pour assurer les importations de matières premières indispensables à l’industrie de guerre. Quand le ministre allemand de l’Armement, Albert Speer abandonne la stratégie de Sauckel au profit d’une production délocalisée dans toute l’Europe, le port de Bordeaux ne perd nullement son rôle stratégique car c’est désormais tout le continent qu’il faut approvisionner en caoutchouc. Les derniers sous-marins arrivent à Bordeaux en juin 1944.
La fonction commerciale du port de Bordeaux connaît donc une certaine pérennité au cours la guerre, mais sous l’influence des circonstances économiques nouvelles. Le trafic traditionnel disparaît au profit d’importations de guerre pour les occupants. Le port s’inscrit alors dans un vaste réseau mondial d’échanges sur lequel repose la stratégie industrielle du Reich, à l’époque de Sauckel ou à celle de Speer. Il ne faudrait cependant pas surestimer le volume de ce trafic, qui atteint à peine plus de 10 % des volumes de 1938. Toutefois, l’importance stratégique des matières premières qui transitent par Bordeaux, en particulier le caoutchouc naturel, donne au port une place de choix dans l’économie de guerre nazie.

## Bordeaux, port de guerre
Le port de la Lune, qui cultive sa tradition commerciale, connaît sa plus violente mutation au cours de l’occupation. En effet, Bordeaux devient pendant quatre ans l’un des grands ports de guerre de l’Axe. Et, contrairement à une idée répandue, ce ne sont pas les Allemands qui sont à l’origine de ce bouleversement. Ce sont les Italiens. Mussolini aspire depuis longtemps à installer une base navale sur l’Atlantique. Son pays ne dispose en effet que de bases sur la Méditerranée, en Italie bien sûr, mais aussi en Albanie et en Libye. Depuis 1937, l’Italie a une ouverture sur la mer Rouge et l’océan Indien avec l’Éthiopie. Mais elle ne possède nulle base atlantique. Or l’essentiel du trafic commercial s’effectue alors dans cette zone, entre l’Amérique, l’Europe et les colonies sud et ouest-africaines.
Le Duce ne perd pas de temps et entend bien réclamer son dû. Il considère avoir contribué à la victoire allemande contre la France en juin 1940, même si son pays ne s’est engagé qu’un mois après le franchissement des Ardennes. En juillet 1940, Mussolini réclame une base atlantique, conformément aux accords passés lors de la conférence de Friedrichshafen en juin 1939. Hitler ne peut guère s’opposer aux demandes italiennes car, si l’appui de Mussolini n’a pas été essentiel dans la victoire contre la France, la flotte italienne est puissante. Elle est notamment réputée pour ses cent quinze sous-marins. La Kriegsmarine a besoin de son soutien pour organiser le blocus des Îles Britanniques et gagner la bataille de l’Atlantique qui s’annonce. 

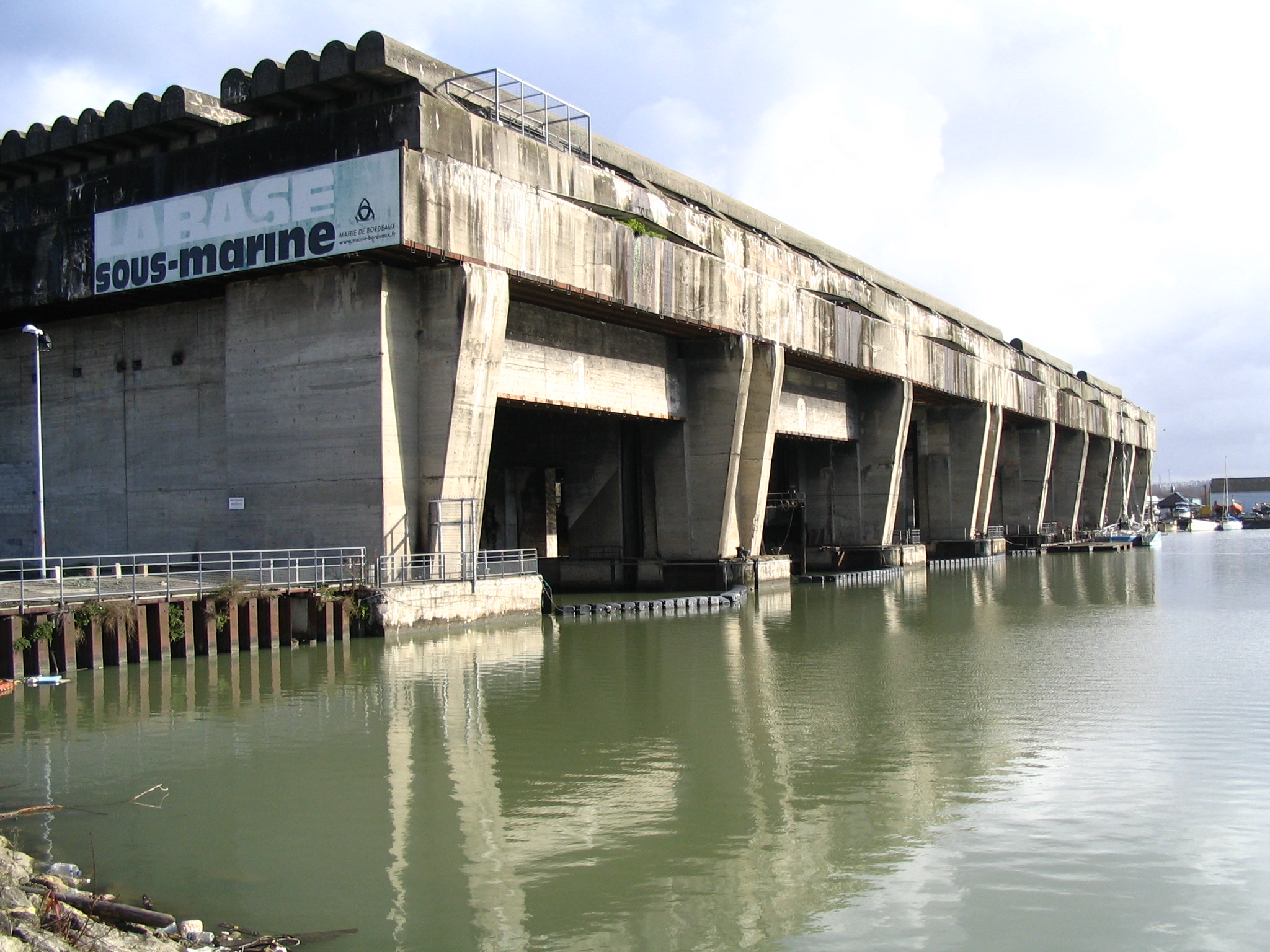
La base sous-marine aujourd'hui

Le choix des Italiens se porte vite sur Bordeaux, pour les mêmes raisons qui avaient poussé les nazis à en faire leur port pour les forceurs de blocus : c’est le port le plus éloigné du Royaume-Uni. Ils choisissent d’installer leur base dans le bassin à flot no 1 qui dispose de formes de radoub. Le 1er septembre 1940, le contre-amiral Parona peut prendre ses fonctions de supérieur des Forze subacque italiani in Atlantico. La nouvelle base est baptisée d’un nom de code : « Betasom » : « Beta » pour la lettre grecque initiale de Bordeaux, et « som » pour sommergibili, « sous-marins » en italien. La base dépend du Commandement de la Marine royale italienne, mais les opérations sont sous le contrôle du Commandement allemand des sous-marins de l’amiral Dönitz.
Vingt-sept submersibles sont détachés à Bordeaux et forment le 11e groupe de sous-marins. L’ensemble des installations italiennes est centralisée autour du bassin à flot no 1. Des hangars sont réquisitionnés pour loger l’administration et les hommes. Bien sûr, ils nécessitent des aménagements, qu’effectuent le Port Autonome sur ordre des Occupants. Un cargo belge, le Jacqueline est réquisitionné pour servir de réserve à munitions et d’infirmerie. La maintenance des sous-marins est assurée par une main d’œuvre italienne venue du port militaire de La Spezia.
Au total, la Betasom compte 1 100 personnes, ouvriers et militaires confondus. L’effectif atteint même 1 300 hommes en juin 1942. La base compte en outre 1 800 sous-mariniers, qui logent près de la base lors des escales. L’organisation de la Betasom est remis en cause par le violent bombardement britannique des 8 et 9 décembre 1940. La base est clairement visée par les avions de la RAF qui veulent porter atteinte à l’utilisation du port de Bordeaux par la Marine de guerre italienne. Le commandement se déplace alors vers Talence tandis que des dispositifs de camouflages sont installés aux bassins à flot.
Les sous-marins de la Betasom participent activement à la bataille de l’Atlantique. Ils sillonnent le golfe de Gascogne, croisent dans les Caraïbes et au large du Brésil, dans les environs du Cap-Vert et même dans l’océan Indien. Leurs champs d’opérations sont donc larges et multiples. Ils illustrent la volonté de Mussolini d’affirmer son influence sur les océans et non plus sur la seule mer Méditerranée. Toutefois, les résultats des sommergibili déçoivent les Allemands. Conçus pour naviguer dans la calme Méditerranée, les bâtiments italiens révèlent leurs nombreux défauts. Trop lents à s’immerger, mal ventilés et facilement repérables, ils ne cessent de subir des adaptations à Bordeaux. L’adoption de la tactique de meute préconisée par Dönitz permet d’accroître l’efficacité des sous-marins italiens en 1942. L’armistice met un terme à leur activité en 1943.
Toutefois, le virage fonctionnel du port de Bordeaux n’est vraiment total qu’avec une deuxième base allemande. En effet, dès leur arrivée à l’été 1940, les occupants comprennent l’intérêt militaire du port. En février 1941, ils créent la 4e division de sécurité de la Kriegsmarine. Toutefois, cette division est basée à La Pallice, car les nazis ont des réticences envers le port d’estuaire de la Gironde. Toutefois, plusieurs flottilles sont installées dans les port et avant-port de Bordeaux. Elles comptent tout de même soixante-dix navires ; des dragueurs de mines, des patrouilleurs et des Sperrbrecher, des dragueurs de mines utilisés pour forcer les blocus. 
Les navires de guerre allemands doivent protéger le littoral atlantique. La protection contre un débarquement allié n’est pas encore à l’ordre du jour, les navires doivent plutôt protéger le commerce du port de Bordeaux qui se met en place avec le Japon en 1941. Les Sperrbrecher sont d’ailleurs chargés d’ouvrir la route aux sous-marins et aux forceurs de blocus. Car la bataille de l’Atlantique fait rage et le golfe de Gascogne est une zone de combats fréquents.
Deux ans après la constitution de la Betasom, l’État-major de la Kriegsmarine décide de l’implantation d’une seconde base sous-marine à Bordeaux. La 12e flottille de U-Boote est créée en octobre 1942. Elle s’inscrit dans un programme de défense de l’Europe allemande, qui comprend six autres flottilles positionnées en France. La base sous-marine allemande marque l’apogée du rôle militaire de Bordeaux, alors que l’activité commerciale du port est gravement en péril avec les pertes de forceurs de blocus à l’été 1942. Quarante-trois submersibles sont affectés à Bordeaux. La base militaire est créée assez tardivement, en comparaison des autres bases allemandes installées sur les côtes françaises. Sans doute les nazis souhaitaient-ils privilégier le rôle commercial du port et le préserver de bombardements supplémentaires susceptibles de nuire à leurs intérêts économiques stratégiques.
D’ailleurs, les sous-marins allemands doivent bientôt être protégés. Faute de pouvoir empêcher les bombardements alliés, les occupants décident la construction d’abris bétonnés pour les sous-marins dans les grands ports atlantiques. L’Unterseebootebunker bordelais est le dernier mis en chantier, car le moins exposé aux bombardements en raison de l’éloignement du Royaume-Uni. Les travaux commencent en septembre 1941, c’est-à-dire un an avant la création de la 12e flottille. Les Allemands préfèrent éviter de faire prendre des risques inutiles à leurs submersibles tant que l’ouvrage n’est pas avancé. La construction est confiée à l’organisation Todt (OT), qui construit également  le mur de l’Atlantique car la menace d’un débarquement allié devient plus grande avec le temps. De puissantes firmes allemandes contribuent aux travaux, notamment Siemens ou Brand. Mais, sur place, les ouvriers sont d’abord des locaux. De nombreux Français, mais aussi des réfugiés républicains espagnols et d’autres nationalités sont réquisitionnées pour travailler sur le chantier sous les ordres des ingénieurs de l’OT.
Les travaux de construction sont longs et complexes. Les Allemands ont porté leur dévolu sur le bassin à flot no 2. L’U-Bunker achevé est divisé en onze alvéoles, pouvant accueillir au maximum quinze sous-marins. Le toit en béton est épaissi à plusieurs reprises afin de résister aux bombardements ; il atteint en 1944 une épaisseur de 3,5 m, même s’il n’est pas totalement achevé à la Libération. L’U-Bunker est complété par de nouvelles constructions. Un abri pour les torpilles et des citernes de fioul sous béton sont aménagés au nord de la base. Surtout, les Allemands entreprennent de protéger le point faible de la base. En effet, les bassins à flot disposent d’un accès unique au fleuve. Une seconde écluse est creusée à côté de la première qui est couverte d’un abri bétonné. Cette écluse bétonnée reste largement inachevée en août 1944 lors de l'évacuation du port par les troupes allemandes.
Même si l’Organisation Todt n’a pas terminé les travaux à la Libération, l’implantation de cette base militaire allemande marque durablement le paysage portuaire. L’activité liée à la base sous-marine marque elle aussi le paysage bordelais. En effet, les troupes allemandes doivent loger près des bassins à flot. Dès 1940, plusieurs hangars des quais sont réquisitionnés par les autorités d’Occupation pour accueillir les troupes. Les services d’Occupation installent leurs bureaux dans les locaux du PAB. C’est le cas du Kriegsmarinedienststelle  ou de l’organisation Todt. D’autres hangars sont transformés en cantonnement pour les soldats et un blockhaus-infirmerie est même construit dans l’un des hangars pour les Italiens.
Des travaux d’aménagement sont nécessaires. Ils sont confiés au PAB qui avancent les matières premières et fournit la main d’œuvre. Les occupants traitent directement avec le Port autonome, sans se soucier des Comités d’organisation (CO) mis en place par Vichy pour gérer la pénurie. Quant à l'Office central de répartition des produits industriels (OCRPI), qui affecte le ravitaillement en matières premières, il est contrôlé par les Allemands. Si bien que, quand le PAB manque de matériaux pour les travaux demandés, il parvient à obtenir quelques livraisons. Les travaux sont officiellement demandés par un organisme unique, le Marinebauamt La Rochelle qui doit centraliser les commandes. Mais, dans les faits, chaque service allemand passe ses commandes directement, avant d’en avertir le Marinebauamt. Le Port autonome est donc en contact principalement avec la Hafenkommandantur, qui est le commandement militaire de la Marine chargé du port, et avec le Kriegsmarinedienststelle, qui gère notamment le déplacement des forceurs de blocus.
Rapidement, la question du paiement des travaux se pose. Suivant l’attitude de Vichy, le PAB adopte une attitude ferme vis-à-vis des autorités d’Occupation. Le phénomène s’observe dans d’autres entreprises publiques, notamment à la SNCF. La réquisition oblige à effectuer les travaux, mais les Allemands doivent les payer. « L’armistice, rien que l’armistice » comme disait le général Weygand qui souhaitait se limiter à la stricte application des conditions de l'Armistice de juin 1940. Le Marinebauamt, qui a la charge du règlement des factures, traîne les pieds. Il refuse à plusieurs reprises de payer les travaux et entend même que ce soit l’État français qui en assume la charge au titre des frais d’occupation. Les factures s’accumulent pendant toute l’Occupation, ce qui pose des problèmes au Port autonome pour régler ses fournisseurs et sous-traitants. En 1944, 60,4 % des factures présentées par le Port autonome aux Allemands restent impayées. Il faut noter que le Port bénéficie toutefois d’une aide exceptionnelle de Vichy, qui lui accorde des avances du Trésor ainsi que des prêts à taux préférentiels pour faire face à ses obligations financières.

## Les hommes du port de Bordeaux
Si l’activité commerciale nécessite des hangars et des grues, elle a aussi besoin d’hommes. Il faut distinguer deux groupes : la direction du Port autonome et les dockers. Les entreprises travaillant sur le port de Bordeaux, faute de pouvoir commercer librement, entrent, elles, en sommeil pendant toute l’Occupation.
La direction du PAB est fortement modifiée par la guerre. Durant l’entre-deux guerres, le Port autonome était dirigé par un conseil d’administration, auquel participaient l’État, la municipalité de Bordeaux et les usagers. Un directeur nommé par le conseil d’administration assurait la gestion quotidienne du port et avait la charge de réaliser les projets à long terme décidés par les administrateurs.
Dès le 13 octobre 1939, une Commission permanente du Port est créée, en application d’une instruction ministérielle du 20 mars 1936 sur l’organisation, la mobilisation et le fonctionnement des ports en temps de guerre. La Commission est composée d’un représentant du PAB, à savoir le directeur qui assure la présidence, d’un officier de Marine représentant les autorités responsables de la défense du littoral et d’un officier de l’armée de Terre chargé de régler les opérations concernant le transit militaire dans le port. La commission est donc le lieu de rencontre privilégié entre le PAB, la Marine et l’armée de Terre. Un Comité d’exploitation est également mis en place. Il s’agit d’un organe consultatif plus large. Il réunit, sous la présidence du directeur du PAB – qui fait le lien entre les deux structures –, des représentants des principaux usagers, de la Douane et des ministères, ainsi que des délégués de la SNCF et des transports routiers.
De fait, le conseil d’administration cesse bientôt de se réunir et la Commission permanente hérite de la quasi-totalité des pouvoirs. Toutefois, ces derniers restent bien théoriques au cours de l’Occupation. C’est le directeur Léon Coursin qui assure la gestion quotidienne du port et surtout les rapports avec les Allemands. Ici encore, la situation est comparable avec celle de la SNCF où Robert Le Besnerais se voit doter des plus larges pouvoirs. Cette évolution s’inscrit dans la technocratisation des grandes entreprises françaises, observées dès les années 1920 et 1930. Elle correspond à ce que connaît Vichy qui multiplie le nombre de fonctionnaires et supprime les élus, et qui place des ingénieurs aux postes de ministres. Les Allemands ne sont pas étrangers non plus à ces changements qu’ils ont connu avec plus de précocité que la France. Ainsi, les  chefs allemands préfèrent traiter avec le directeur qui, outre la commodité d’être un interlocuteur unique, représente un technicien fiable aux yeux des Occupants. Ces changements sont toutefois limités à la période de l’Occupation et, après la Libération, un nouveau conseil d’administration est élu qui reprend ses prérogatives.
L’autre catégorie de personnel travaillant sur le port sont les manutentionnaires. Ils constituent la majorité des employés. Y sont associés les techniciens du port, qui conduisent les navires ou effectuent les réparations sur le matériel portuaire dont la  situation est similaire au cours la guerre. Le principal problème qui touche cette main d’œuvre de 1939 à 1945 est son absence. La guerre prive le port des bras nécessaires à son fonctionnement. En effet, la mobilisation générale décrétée par le gouvernement français le 1er septembre 1939 retire au Port autonome et aux entreprises portuaires une partie importante de sa main d’œuvre. Sur les 2 500 dockers du temps de paix, 1 300 sont mobilisés. C’est donc avec 50 % des effectifs que le port doit assurer un trafic aussi important qu’avant 1939.
Le PAB sollicite donc de l’aide. L’armée lui fournit un contingent de soldats pour aider les manutentionnaires. Le Port autonome rappelle bien sûr les retraités, notamment pour encadrer les nouvelles recrues. De jeunes dockers sont embauchés, des Espagnols aussi. Mais le trafic s’accroissant avec la débâcle, des bras manquent encore. Des réfugiés belges sont embauchés, ainsi que des travailleurs nord-africains. En juin 1940, 1 100 prisonniers de guerre allemands travaillent même sur les quais de Bordeaux. En fait, le problème du recrutement provient de la pénibilité des travaux qui interdit le remplacement des hommes mobilisés par des femmes, comme cela se fait ailleurs.
L’armistice met un terme à cette possibilité de retour des dockers. La situation du port ne s’améliore pas car les employés mobilisés ont presque tous été faits prisonniers et se trouvent dans les stalags du Reich. Le 4 juillet 1940, la délégation allemande à la Commission de Wiesbaden chargée du contrôle de l'application des clauses de l'armistice, autorise la libération des ouvriers et techniciens les plus indispensables, autrement dit ceux dont les Occupants ont besoin. Le Port autonome obtient ainsi le retour de quelques contremaîtres et techniciens mais la majorité des employés reste prisonnière jusqu’en 1945.
Le port étant privé d’une partie de son personnel retenu en Allemagne, le problème ouvrier est encore aggravé au cours de l’Occupation avec la chute du nombre de dockers. Certes, le trafic commercial s’effondre, mais les nouvelles activités du port demandent beaucoup de main d’œuvre. Il faut charger et décharger les forceurs de blocus, effectuer les travaux d’aménagement pour les bases et les bureaux des occupants, entretenir les installations et draguer le fleuve pour les navires et les sous-marins.
Il y avait 1 800 à 2 000 dockers en 1939 ; ils sont encore 1 880 au début de 1942 à posséder leur carte de manutentionnaire. Cependant, leur nombre passe à 1 091 au cours de l’été pour atteindre seulement 635 en septembre 1943. les dockers se plaignent des conditions de travail, notamment les heures supplémentaires. Surtout, les salaires sont bloqués depuis 1939 alors que l’inflation est galopante. Le pouvoir d’achat des dockers s’écroule et les hommes sont incapables de nourrir leur famille. Nombreux sont ceux qui préfèrent chercher un emploi mieux rémunéré.
Une solution bien précaire est trouvée dans l’allongement de la journée de travail. En 1942, le Reichskommissar Specht passe, d’autorité, la journée des dockers à dix heures quotidiennes. Dès le lendemain de l’annonce, les dockers sont en grève. Le conflit dure presque une semaine et, après concertation autour du directeur du PAB, les ouvriers acceptent les nouvelles conditions. À la fin de l’année, une prime de fidélité est offerte aux dockers qui viennent travailler tous les jours de la semaine, mais elle se révèle tout aussi inefficace que la réquisition que décident les Allemands en désespoir de cause. Fait significatif, lors de la première réquisition de 250 dockers, seuls 100 répondent à l’appel.
Les autorités allemandes veulent alors trouver une solution à la fois rapide et durable. Elle sera triple. Tout d’abord, le 24 novembre 1943, le service du travail de la Feldkommandantur décide une augmentation des salaires. La majoration est élevée puisqu’elle atteint 60 à 80 % selon les catégories. Les ouvriers obtiennent ainsi gain de cause pour la principale de leurs revendications. Ensuite, le ministre de l’Armement Albert Speer crée en septembre une nouvelle catégorie d’entreprises. Il s’agit de la catégorie « S » (Speer-Betriebe) qui concerne les firmes travaillant pour l’effort de guerre allemand. Le port de Bordeaux est immédiatement classé « S », ce qui protège ses employés des réquisitions pour le Service du travail obligatoire (STO). Beaucoup de dockers y voient un avantage non négligeable.
La troisième partie de la solution apportée au problème de la main d’œuvre est une véritable innovation sociale. Quand le Dr Wildermuth, qui dirige le service du travail de la Feldkommandantur, décide de créer un organisme allemand qui embaucherait directement les dockers, la direction du PAB réagit. Léon Coursin refuse un tel accroissement de l’ingérence allemande. Se fondant sur l’idée des BCMO (Bureau central de recrutement de la main d'oeuvre) imaginée par le gouvernement de Vichy, il crée le 13 décembre 1943 l’Office central de répartition de la main d’œuvre portuaire (ORMOP). Il s’agit d’un organisme paritaire chargé de l’embauche et de la répartition des dockers.
L’ORMOP est dirigé par le directeur du Port autonome et se compose de trois représentants des entrepreneurs et de trois autres pour les ouvriers. L’organisme recueille les demandes de main d’œuvre pour le lendemain et redistribue les manutentionnaires le jour dit. Grâce à lui, Bordeaux est le seul port français à ne livrer aucun docker à l’Allemagne. L’ORMOP assure un taux d’emploi optimum et protège contre le STO car il concentre les offres et demandes d’emploi. Il favorise aussi les hausses de salaires et l’amélioration des conditions de vie des dockers. L’organisme ne fait toutefois pas l’unanimité. À la Libération, le Syndicat des Dockers et Assimilés demande sa dissolution car il y voit un instrument de la politique corporatiste de Vichy. L’ORMOP. est conservé malgré ses détracteurs car il se révèle un outil très efficace.

## Libération

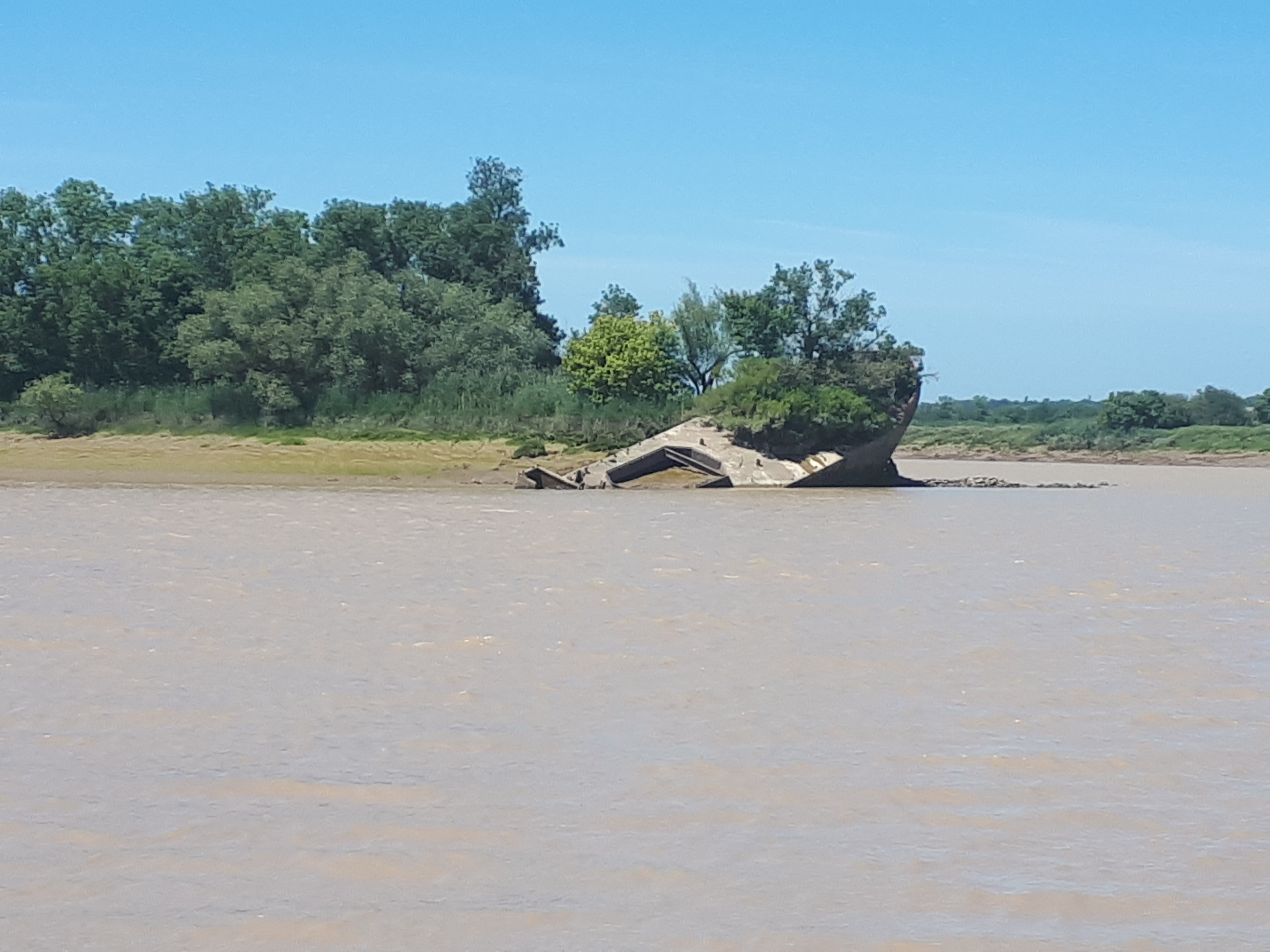
Épave non identifiée au sud de l'île de la Tour de Mons/île Margaux.

Alors que les Allemands sont en train de perdre la bataille de Normandie et avec l'avancée des troupes alliées au  sud à la suite du débarquement de Provence, les troupes allemandes évacuent le sud-ouest de la France, dont le port de Bordeaux, à la fin août 1944. L'action individuelle d'un soldat allemand (Heinz Stahlschmidt, devenu Henri Salmide après sa naturalisation après-guerre) contribuera grandement a éviter sa destruction. Néanmoins les Allemands lancent une vaste opération de sabotage. Plus de 200 navires sont sabordés afin de bloquer le chenal menant à Bordeaux. Certains sont encore visibles aujourd'hui à marée basse. Certaines ont néanmoins été "écrasées" par un bateau muni d'un poids dans les années d'après-guerre afin de rouvrir le passage. 
Une partie des troupes allemandes se replie dans la poche de Royan et de la pointe de Grave à l'entrée de la Gironde, empêchant l'utilisation du port par les Alliés. Ces poches ne seront reprises que quelques semaines avant la fin de la guerre, en avril 1945 et après d'importants combats et bombardements dont celui de Royan en janvier 1945 qui détruira la ville.

## Conclusion
Le port de Bordeaux a ainsi connu de profonds bouleversements pendant la Seconde Guerre mondiale. Son activité commerciale traditionnelle a été désorganisée et remplacée par une contribution à l’effort de guerre nazi. Surtout, des bases militaires italiennes et allemandes se sont installées à Bordeaux et dans les avant-ports, modifiant ainsi la vocation initiale du port.
Le cas particulier du port de Bordeaux illustre quelles pouvaient être les contraintes d’entreprises portuaires, au cours de la Seconde Guerre mondiale. Il ressort que le fait économique ne peut, durant cette période, être abordé indépendamment des exigences militaires et des volontés politiques. Les bouleversements qu’a connu le port de Bordeaux ont tous été imposées par des circonstances non-économiques : les importations pour l’industrie de guerre, le blocus, les réaménagements de l’espace portuaire, les bases militaires, les problèmes de main d’œuvre.
Cette période verra ainsi se mêler ces différents champs d’activité et de pouvoir. Leur imbrication semble évidente et elle ne cessera d’augmenter par la suite. Elles furent même un facteur d’innovations pour le port de Bordeaux que sa tradition commerciale poussait à la léthargie. Toutefois, le port, blessé trop profondément et incapable de repenser sa reconstruction, se relèvera difficilement du conflit, ne retrouvant pas sa grandeur d’avant-guerre.

## Sources
Cet article est inspiré d'une publication en 2003 dans les Actes du 55e Congrès de la Fédération Historique du Sud-Ouest qui s'est tenu à Blanquefort (Gironde). Elle reprend les résultats des recherches effectuées par J. Pellet pour sa maîtrise d'histoire à l'université Michel de Montaigne - Bordeaux 3.